# Ernst Knam
Ernst Friedrich Knam (Tettnang, 26 dicembre 1963) è un pasticciere e personaggio televisivo tedesco naturalizzato italiano.

## Carriera
Cuoco dal 1986 in vari ristoranti stellati in Germania, Scozia, Svizzera e Inghilterra, si è trasferito in Italia nel 1989, dove ha lavorato al fianco di Gualtiero Marchesi. Nel 1992 apre un proprio laboratorio di pasticceria a Milano.
Nel 2009 vince il titolo di campione italiano di cioccolateria.
Dal 2010 è sposato con la food blogger e pasticciera Alessandra Mion, che dal 2021 lo affianca inoltre nella rubrica di cucina de I fatti vostri.
Nel 2014 è stato nominato «Chef Ambassador» per Expo 2015, insieme a Carlo Cracco e Pietro Leemann.

## Programmi televisivi
- Il re del cioccolato, Real Time/Food Network (2012-2015, 2021)
- Bake Off Italia - Dolci in forno, Real Time (2013-in corso)
- Junior Bake Off Italia, Real Time (2015-2020)
- Che diavolo di pasticceria!, Real Time (2015-2016)
- La mia storia con il cioccolato, Real Time (2019)
- Bake Off Italia - All Stars Battle, Real Time (2020)
- Il laboratorio del re del cioccolato, Food Network (2021)
- Dolce Quiz, Rai 2 (2021)
- I fatti vostri, Rai 2 (2021-in corso)
- La Pasqua di Food Network, Food Network (2022)

## Pubblicazioni
- Viva le torte dolci e salate, Bibliotheca culinaria, 1999, ISBN 88-95056-42-6.
- Terrine d'autore, Bibliotheca culinaria, 1999, ISBN 88-86174-19-5.
- Dessert al piatto, Bibliotheca culinaria, 1999, ISBN 88-86174-16-0.
- A tutta birra, Bibliotheca culinaria, 2002, ISBN 88-86174-39-X.
- Pasticceria salata, Bibliotheca culinaria, 2004, ISBN 88-86174-67-5.
- Panini, Bibliotheca culinaria, 2004, ISBN 88-86174-70-5.
- L'arte del dolce, Mondadori-Electa, 2006, ISBN 88-370-4056-3.
- Ricette creative di pesce, Mondadori-Electa, 2006, ISBN 88-370-4052-0.
- Soufflé mignon, Bibliotheca culinaria, 2009, ISBN 978-88-95056-50-0.
- Dolci al piatto, Bibliotheca culinaria, 2009, ISBN 978-88-96297-02-5.
- Dolcemente senza glutine, Bibliotheca culinaria, 2009, ISBN 978-88-95056-45-6.
- Tatin dolci e salati, Bibliotheca culinaria, 2009, ISBN 978-88-95056-44-9.
- Fritti - Ernst Knam, Reed Business Information, 2009, ISBN 978-88-96297-03-2.
- Oltre. Cioccolato salato, Reed Gourmet, 2012, ISBN 978-88-96297-35-3.
- Dolci al piatto, Reed Gourmet, 2013, ISBN 978-88-96297-37-7.
- Fritti dolci e salati, Mondadori-Electa, 2013, ISBN 978-88-370-9008-1.[4]
- Wow, Bibliotheca culinaria, 2014, ISBN 978-88-97932-32-1.
- Che paradiso è senza cioccolato?, Mondadori-Electa, 2014, ISBN 978-88-04-63878-0.
- La versione di Knam: il giro d'italia in 80 dolci, Giunti, 2017, ISBN 978-88-09-85663-9.
- Dolce dentro, Mondadori, 2017, ISBN 978-88-04-67380-4.
- La mia storia con il cioccolato, Mondadori, 2019, ISBN 978-88-04-70837-7.
- Knam&Knam: con noi tutti possono diventare pasticceri, Solferino, 2020, ISBN 978-88-282-0544-9.